# NGC 7824
NGC 7824 est une galaxie spirale située dans la constellation des Poissons. Sa vitesse par rapport au fond diffus cosmologique est de 5 776 ± 25 km/s, ce qui correspond à une distance de Hubble de 85,2 ± 6,0 Mpc (∼278 millions d'al). NGC 7824 a été découverte par l'astronome britannique John Herschel en 1830.
La classe de luminosité de NGC 7824 est I-II et elle présente une large raie HI.
NGC 7824 forme une paire de galaxies avec sa voisine PGC 366. Les deux galaxies sont éloignées l'une de l'autre d'environ 750 000 années-lumière, soit environ 9 minutes d'arc sur la sphère céleste.
À ce jour, trois mesures non basées sur le décalage vers le rouge (redshift) donnent une distance de 91,200 ± 13,457 Mpc (∼297 millions d'al), ce qui est à l'intérieur des valeurs de la distance de Hubble.